# Tharot
Tharot ist eine französische Gemeinde mit 111 Einwohnern (Stand: 1. Januar 2022) im Département Yonne in der Region Bourgogne-Franche-Comté. Sie gehört zum Arrondissement Avallon und zum Kanton Avallon.

## Geographie
Tharot liegt etwa 37 Kilometer südsüdöstlich von Auxerre und etwa sechs Kilometer nordwestlich von Avallon. Das Gemeindegebiet ist im Norden bewaldet, in der Mitte Kulturboden, im Süden vorwiegend Grünland.
Umgeben wird Tharot von den Nachbargemeinden Girolles im Norden, Süden und Westen, Annay-la-Côte im Norden und Osten sowie Annéot im Osten und Südosten.

## Bevölkerungsentwicklung

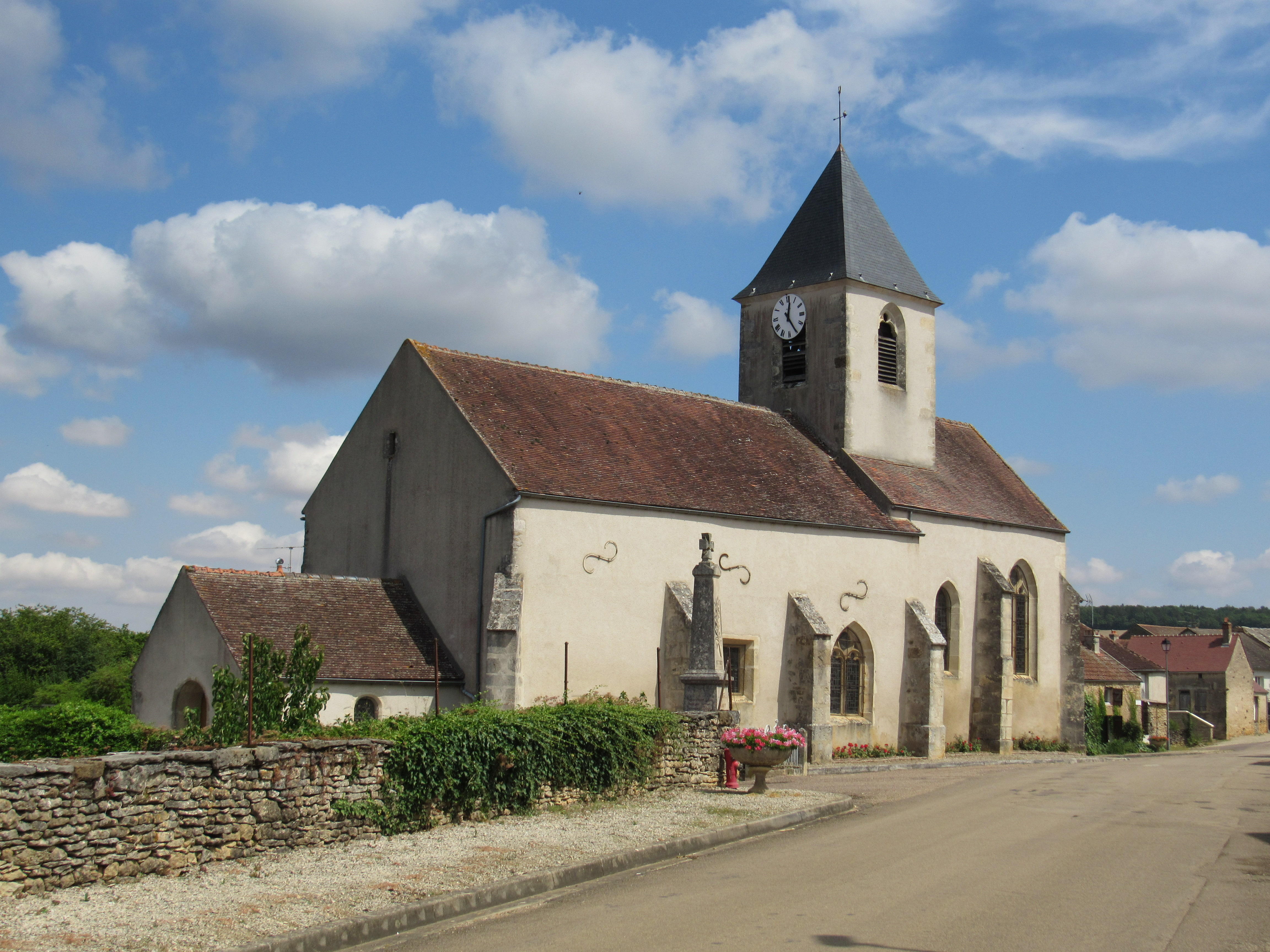
Kirche Saint-Aignan

| Jahr                       | 1962 | 1968 | 1975 | 1982 | 1990 | 1999 | 2006 | 2013 | 2020 |
| Einwohner                  | 95   | 91   | 107  | 102  | 115  | 111  | 101  | 92   | 104  |
| Quellen: Cassini und INSEE |      |      |      |      |      |      |      |      |      |

## Sehenswürdigkeiten
- Kirche Saint-Aignan